# هانس پیتر هالواکس
هانس پیتر هالواکس (آلمانی: Hans Peter Hallwachs؛ زادهٔ ۱۰ ژوئیهٔ ۱۹۳۸) بازیگر اهل آلمان است.
از فیلم‌هایی که وی در آن نقش داشته‌است، می‌توان به تا جایی که پاهایم توان رفتن دارد، هلیکوپتر امداد و تودهنی اشاره کرد.